# Pyura aripuensis
Pyura aripuensis är en sjöpungsart som beskrevs av William Abbott Herdman 1906. Pyura aripuensis ingår i släktet Pyura och familjen lädermantlade sjöpungar. Inga underarter finns listade i Catalogue of Life.